# Света Дева Мария Ангелска
Капуцинският манастир „Света Дева Мария Ангелска“ (на украински: Костел Святої Діви Марії Ангельської) е построен във Виница, Украйна през 1746 г., със средства на виницкия староста Людвик Калиновски. Храмът е в необичаен стил на тоскански барок.

## История
На 14 септември 1745 г. пристига делегат от луцкия епископ Адам Павловски и полага първия камък на бъдещия манастир и освещава кръста. На 21 септември 1746 г. в града пристигат монаси. Изграждането на манастира е финансирано от виницкия староста Людвик Калиновски, който дарява за тази цел няколко свои имения и спечелените пари от съдебен спор с граф Потоцки.
След третата подялба на Ржеч Посполита, през 1796 г., единадесет манастира, разположени на територията на съвременна Украйна, създават независима капуцинска общност, наречена руска (от думата „Рус“) под закрилата на светците Войчех и Станислав. Състои се от манастирите в Брусилов, Виница, Владимир Волински, Дунаевци, Збриж, Куна, Любешов, Острог, Староконстантинов, Устилуг.
По време на формирането си, общността има 99 монаха. Благодарение на привилегиите, получени от цар Петър I, капуцините провеждат активна дейност. През този период е завършено строителството на новите манастири в Дунаевци, Ходорков, Зриж.
Двете големи въстания на поляците срещу руското управление (през ноември 1830 – 1831 г. и през януари 1863 г.) са решаващи за съдбата на капуцините на територията на централна Украйна и Волин. След първото въстание остават само четири манастира: във Виница, Староконстантинов, Брусилов и Ходорков, които са ликвидирани след второто въстание. Най-дълго просъществува манастирът във Виница. Така Руската капуцинска общност престава да съществува.
Капуцинският манастир е закрит през 1888 г. от царските власти и е превърнат в казарма, но църквата остава действаща като енорийска католическа църква.
Храмът е затворен от съветските власти първо през 1931 г., а след това, след като е отворен по време на Втората световна война, е затворен отново през 1961 г., след смъртта на свещеник М. Високински.
Капуцините се завръщат във Виницкия манастир през 1992 г. Понастоящем той принадлежи на католическата общност на града.